# كفر عانة
كفرعانة كانت قرية تبعد مسافة 11 كم شرق يافا في فلسطين.
تقع قرية كفرعانة على رقعة مستوية من الأرض على ارتفاع 35م عن سطح البحر؛ وتحيط بها أراضي قرى العباسية والسافرية وساقية وجنداس. قد يعود مصدر الاسم إلى قرية عونو الكنعان. حتى عام 1945م كان عدد سكان القرية ما يقارب 3,020 نسمة منهم 220 يهودياً. امتلك أهالي القرية ما مجموعة 2,214 دونماً مخصصاً للحمضيات والموز، و 11,022 دونماً للحبوب، و 597 دونماً مروياً أو مستخدماً للبساتين.

## الحالة الإجتماعية
كان في القرية مدرستان: إحداهما للبنين وأخرى للبنات. كانت مدرسة البنين التي أسست عام 1920م، تمتلك 22 دونماً من الأرض؛ وكان يومها 260 تلميذاً في سنة 1944م. إما مدرسة البنات، فقد أنشئت عام 1945م، وسُجّلت فيها في تلك السنة 11 تلميذة.

## الإحتلال والتدمير
كانت كفرعانة واحدة من مجموعة القرى الواقعة شرقي يافا، والتي احتلها الصهاينة في سياق عملية حميتس التي نفذتها قوات الهاغاناه لاحتلال فلسطين. وكانت الغاية من هذا الهجوم عزل يافا، وتمهيد الطريق أمام مرتزقة الهاغاناه للاستيلاء عليها. وقد نفَّذَت هذا الهجوم وحدات اُختيرت من ثلاثة ألوية في الهاغاناه، وبدأت بعد أربعة أيام من هجوم عصابة الإرغون على يافا نفسها. ومن المرجح أن تكون كفرعانة قد سقطت يوم سقوط قرية ساقية المجاورة على يد لواء الإكسندروني يوم 29 أبريل.
بعد مضي نحو أربعة أشهر، في 13 سبتمبر، كانت كفرعانة إحدى أربع عشرة قرية أدرجها الصهاينة المُحتلون في قائمة التدمير، ثم سوَّى الصهاينة القرى بالأرض بعيد ذلك. وفي وقت لاحق من ذلك الشهر عُينت كفرعانة موقعاً لإنشاء مستوطنة للمهاجرين اليهود، حيث أقيمت على أراضيها مستعمرات “ كريات أونو” و”أور يهودا” و”هيميد”.

## روابط خارجية
- كتاب كي لا ننسى للدكتور وليد الخالدي .
- فلسطين في الذاكرة/ كفرعانة.
- رابطة أهالي كفرعانة www.kafrana.com.